# منتخب كوبا لكرة اليد للسيدات
منتخب كوبا لكرة اليد للسيدات هو الممثل الرسمي لكوبا في رياضة كرة اليد. شارك في بطولة العالم لكرة اليد للسيدات 3 مرات وكانت المشاركة الأولى في سنة 1999، كان أفضل مركز له فيها هو الحادي والعشرون. شارك في بطولة بان أميركان لكرة اليد للسيدات 3 مرات وكانت المشاركة الأولى في سنة 1999، كان أفضل مركز له فيها هو الثاني.